# اسپرینگفیلد (کارولینای جنوبی)
اسپرینگفیلد(به انگلیسی: Springfield) شهری در ایالت کارولینای جنوبی کشور ایالات متحده آمریکا است که جمعیت آن در سرشماری سال ۲۰۱۰ میلادی، ۵۲۴ نفر بوده‌است.